# トゥールーズ・マタビオ駅
トゥールーズ・マタビオ駅 （トゥールーズ・マタビオえき、Gare de Toulouse-Matabiau）はフランス南部、トゥールーズの中心駅である。TGV大西洋線の起点で、ボルドーを経由してパリと5時間で結ばれている。

## 発着路線
- ボルドー-セット線（フランス語版）
  - モントーバン方面（→ボルドー、パリ方面）
  - カルカソンヌ方面
- トゥールーズ-バイヨンヌ線（フランス語版）
  - タルブ・バイヨンヌ方面
  - フォワ方面
  - オーシュ方面（単線）
- ブリーヴ＝ラ＝ガイヤルド-トゥールーズ線（フランス語版）
  - サン＝シュルピス＝ラ＝ポワント（フランス語版、英語版）方面（→アルビ方面、単線）

## 歴史
19世紀前半、トゥールーズは産業革命で出遅れており、鉄道が開通したのはフランス国内では遅い方であった。ボルドーからセットに行くにはボルドーからトゥールーズまで18時間駅馬車に乗り、トゥールーズからセットまで28時間ミディ運河を利用するのが一般的だった。1853年南フランス鉄道が設立され、1857年アジャンからトゥールーズまでの路線が開通したことでボルドーからセットまで鉄道で繋がった。
マタビオ駅の駅舎は1903年から1905年の間に建てかえられたものである。駅が建てられた地区の名前をとってマタビオと名付けられた。マタビオとは「雄牛を殺す」という意味である。駅舎の設計はトゥドワールが担当し、サントンジュ産の石で建設された。ボルドーからセットまでの26の主なコミューンの紋章が建物正面に刻まれている。
1938年、南フランス鉄道は他の4つの鉄道とともに統合されてフランス国鉄になった。

### 将来
- ボルドー・トゥールーズ間の高速線「LGV」が完成するとボルドーとは1時間で、パリとは3時間で、リールとは5時間で結ばれる予定。
- トゥールーズ・ナルボンヌ間にもLGVの計画がある。完成しLGVニーム・ペルピニャン線とつながるとモンペリエまで1時間、マルセイユ、バルセロナまで1時間45分、リヨンまで2時間15分で結ばれる予定。

## 利用状況
2021年の統計では10,248,180人の利用客がいた。

## 駅周辺
- トゥールーズバスターミナル（フランス語版）
- イビス・トゥールーズ・ガール・マタビオ
- プルマン・トゥールーズ・サントル・ランブラス（ホテル）
- ジョゼ・カバニス・メディアライブラリ（フランス語版）
- マレンゴ＝SNCF駅（フランス語版）（トゥールーズ地下鉄A線（フランス語版））